# Massís Galaico
El Massís Galaic, Massís Galaico o Massís Galaico-Lleonès és un sistema de serralades i muntanyes de la península Ibèrica situat al territori de Galícia i en la zona limítrofa nord-oest de Castella i Lleó (províncies de Zamora i de Lleó).
Està format per roques paleozoiques (granits) molt metamorfitzades en el centre i oest de Galícia (gneis, micacites, pissarres). Geomorfològicament és una perllongació de la Meseta cap al nord-oest. El seu relleu, d'una altitud mitjana de 500 m, és molt complex, però de sud-est a nord-oest es poden distingir tres conjunts: 
- Las serres limítrofes amb les províncies de Zamora i de Lleó, on s'arriben a les majors altituds del sistema. És el cas de la serra Segundera, on Peña Trevinca arriba a 2.127 msnm

- La Serralada Dorsal Gallega, que culmina al Pic de Cabeza de Manzaneda, amb 1.778 m, separada del conjunt anterior per una fosa tectònica de direcció nord sud. Inclou el denominado massís Central Ourensà. Ì en la part lleonesa dels montes de León està el Teleno amb 2.188 m.
- Les serres litorals, de menor altitud i separades del conjunt anterior per la fossa Tui -Verín-Vigo.

Té una extensió d'uns 150 km² i marca la frontera entre Galícia i Castella i Lleó.
Les pluges hi són abundoses i regulars, hi ha boscos de caducifolis, landes i prats naturals 
Les zones més altes presenten influència de les glaceres, com és el cas de la Serra de la Segundera, que formen valls (Tera, Cabrera, Bibey), conjunts morrènics i cubetes lacustres: Llac de Sanabria, llacuna de Lacillo, llacuna d'Ocelo.